# Samana Cay
Samana Cay (hiszp. Cayo Samaná) – mała, niezamieszkana wyspa w centralnej części archipelagu Bahamów, przez niektórych identyfikowana z Guanahani, pierwszą wyspą, na której wylądował Krzysztof Kolumb. Rdzennymi mieszkańcami wyspy byli Indianie z plemienia Guanahani.
Samana Cay została po raz pierwszy uznana za tożsamą z Guanahani przez Gustavusa Foxa w 1882 roku, jednak przez XX wiek przeważało poparcie dla wyspy San Salvador jako Guanahani. Dopiero w 1986 roku redaktor „National Geographic”, Joseph Judge, na podstawie nowych wyliczeń, uznał Samana Cay za miejsce lądowania Kolumba. Tym niemniej tożsamość wyspy Guanahani pozostaje sporna do dziś.
Obecnie wyspa jest niezamieszkana, stali mieszkańcy opuścili ją w połowie wieku XX, do dziś widoczne są ruiny zabudowań.